# Église Saint-Georges de Jarak
Pour les articles homonymes, voir Église Saint-Georges.
L'église Saint-Georges de Jarak (en serbe cyrillique : Црква Светог Георгија у Јарку ; en serbe latin : Crkva Svetog Georgija u Jarku) est une église orthodoxe serbe située à Jarak, dans la province de Voïvodine, dans le district de Syrmie et sur le territoire de la de ville de Sremska Mitrovica en Serbie. Elle est inscrite sur la liste des monuments culturels de grande importance de la république de Serbie (identifiant no SK 1317).

## Présentation
Selon la chronique de la paroisse, l'église Saint-Georges a été construite en 1779. Elle est constituée d'une nef unique prolongée par une abside demi-circulaire ; la façade occidentale est dominée par un haut clocher baroque. Les façades sont rythmées horizontalement par un haut soubassement et par une corniche moulurée courant en-dessous du toit et, verticalement, par des pilastres encadrant les ouvertures. L'édifice dispose de deux portails, l'un à l'est et l'autre au nord.
L'église abrite une iconostase de valeur exceptionnelle ; de style baroque, elle a été réalisée par le sculpteur sur bois Aksentije Marković ; les icônes sont séparées par des colonnes cannelées surmontées de chapiteaux corinthiens et, autour des colonnes et des icônes, court un réseau de fleurs et de feuilles. L'iconostase a été peinte en 1797 par Jakov Orfelin et Stefan Gavrilović ; le style des deux artistes se distingue aisément : celui d'Orefelin est caractéristique de la peinture baroque tardive et celui de Gavrilović mêle le baroque et des éléments néo-classiques ; la juxtaposition des deux styles permet ainsi d'étudier la période de transition de la peinture serbe au tournant des XVIIIe et XIXe siècles.